# Haapasaari (ö i Joutsa, Suontee)
Haapasaari är en ö i Finland. Den ligger i sjön Suontee och i kommunen Joutsa i den ekonomiska regionen  Joutsa  och landskapet Mellersta Finland, i den södra delen av landet, 190 km norr om huvudstaden Helsingfors. Öns area är 36,7 hektar och dess största längd är 1 kilometer i sydöst-nordvästlig riktning.